# Hamilton (Indiana)
Hamilton é uma cidade  localizada no estado americano de Indiana, no Condado de DeKalb e Condado de Steuben.

## Demografia
Segundo o censo americano de 2000, a sua população era de 1233 habitantes.

## Geografia
De acordo com o United States Census Bureau tem uma área de
5,2 km², dos quais 4,3 km² cobertos por terra e 0,9 km² cobertos por água. Hamilton localiza-se a aproximadamente 277 m acima do nível do mar.

## Localidades na vizinhança
O diagrama seguinte representa as localidades num raio de 16 km ao redor de Hamilton.